# بیامباسورنجین بت-اردن
بیامباسورنجین بت-اردن (به انگلیسی: Byambasürengiin Bat-Erdene،  زادهٔ ۱۲ ژوئیهٔ ۱۹۹۹) یک کشتی‌گیر آزادکار اهل کشور مغولستان است. وی سابقه حضور در المپیک ۲۰۲۴ پاریس را دارد.